# 네팔 공산당

네팔 공산당(नेपाल कम्युनिष्ट पार्टी)은 1949년부터 1962년까지 존재하던 네팔의 공산주의 정당이었다.
1949년 4월 29일에 네팔 왕실에 대항하기 위해 인도의 캘커타에서 결성되었다. 1952년 1월 24일 을 기해 당의 정치 활동이 중단되어, 1954년에는 지하에서 제1회 당대회를 개최하였다. 1956년 당의 정치 활동이 가능해졌고, 1957년 공개적으로 제2회 당대회를 열었다.
당시 당의 총서기였던 라야마지가 1960년의 국왕에 의한 쿠데타를 지지하였다. 인도 공산당 의 지도자인 아조이 고쉬는 이 지지에 자극을 받아 군주제에 대한 투쟁을 유지하도록 노선 수정을 요구했다. 1961년 네팔에서는 모든 정당이 금지되었고, 공산당에도 정부의 탄압이 가해졌다. 라야마지는 국왕의 정치에 대한 일정한 신뢰를 표명했다. 이것은 당내 반대파의 반발을 불러일으켰다.
분쟁을 해결하기 위해, 인도에서 중앙위원회가 한 달간 열렸다. 이를 통해 세 노선이 태어났다.
1. 친 입헌군주제 노선
2. 해산된 의회를 광범위한 국민운동에 의해 회복시키는 노선
3. 제헌의회의 개최를 요구하는 노선

이후 노선에 따라 네팔의 공산당이 분열되었고, 민주적 선거에 참여 중인 현재까지 분열과 이합집산을 반복하고 있다.

## 같이 보기
- 네팔 공산당 (마오주의 센터)